# Щомыслица
Що́мыслица (бел. Шчо́мысліца) — агрогородок в Минском районе Минской области Беларуси. Административный центр Щомыслицкого сельсовета.

## География
Расположен на пересечении автодорог Р1 и H9057 в 2 км на юго-запад от МКАД (М9). Расположена железнодорожная станция «Помыслище».

## Этимология
Согласно одной из версий, название происходит от древнерусского имени Щомысел, т. е. буквально значит "собственность Щомысла", который тем временем контролировал здесь участок транзитной торговли. Или от патронима с этого имени, Щомыслящий, т.е. потомки Щомысля, а современная форма Щомыслица могла быть результатом полонизации. Имя Щомысел может быть упрощением известного из летописей имени Гостомысел.

## История

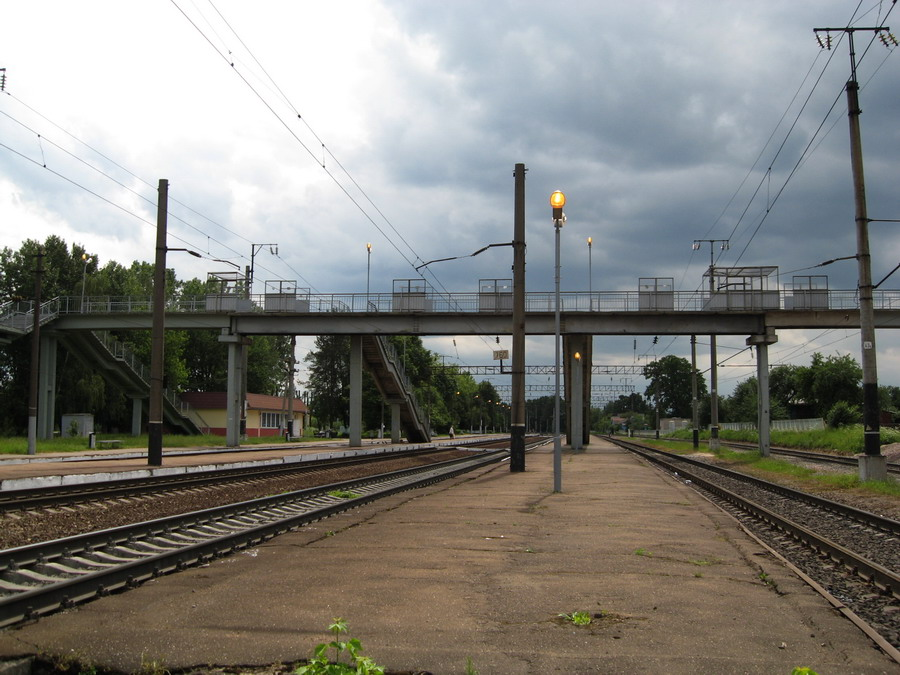
Железнодорожная станция Помыслище

Впервые упоминается 6 мая 1645 года как деревня Щомыслица из 19 дворов в составе имения Прилуки Минского уезда Минского воеводства Великого Княжества Литовского, собственность К. В. Статкевича, старосты озерищенского и подкомория браславского. Вероятно, в июле 1655 года деревня уничтожена казацким отрядом И. Золотаренко. После войны 1654—1667 годов существовала как мелкое поселение имения Прилуки.
В 1800 году деревня Минского уезда Минской губернии, 2 двора, 11 жителей. В 1-й половине XIX века малая деревня крепостных крестьян-семей Алексейчиков, Бобурков и Криштафовичей, принадлежавших помещикам Ивановским, Оштарпам, Горватам, Чапским. Во 2-й половине XIX в. землю в застенке Щомыслица сдавали в аренду шляхетским семьям Артишевских, Чертовичей и другим. В 1909 году упоминается как односелье Самохваловичской волости Минского уезда Минской губернии, 3 двора, 24 жителей. В 1910-е годы поселение начало укрупняться через распродажу помещичьей земли. Тем же временем, в 1917 году в районе современного пересечения улиц Керуникова и Жуковского, при усадьбе графини Ю. Чапской, находился фольварк, где жило 78 человек.
До революции православное население деревни относилось к приходу Прилукской Георгиевской церкви, католическое к приходу Минского кальварийского костёла (во 2-й половине XIX в. — начале XX в.), к приходу Волчковичского костёла Сердца Иисуса и Пресвятой Марии Девы (между 1906 и 1917 гг.).
С ноября 1917 года в составе Подгайского сельсовета Самохваловичской волости Минского уезда (с 07.1924 Самохваловичского района Минского округа, с 07.1930 — Самохваловичского района, с 07.1934 — Минского района, с 02.1938 — Минского района Минской области). В 1925 году урочище Щомыслица, главным образом, состояло из «исторического центра» на месте расположения летней резиденции Ю. Чапской, хуторов вокруг ст. Помыслище и хуторов, расположенных за нынешним Брестским шоссе, о чём напоминала водонасосная башня для полива земли (снесена летом 2006). В 1931 году при создании колхоза «Красный Партизан» деревня начала менять границы — начала формироваться нынешняя улица Керуникова, соединившая исторический центр — место расположения летней резиденции Ю. Чапской — с железнодорожной дорогой Минск-Брест. Осенью 1936 года в Щомыслице основана центральная усадьба колхоза.
На хуторе И. А. Алешкевича вблизи станции Помыслище около 1929 года основана первая школа, первым директором был М. И. Русалович. После, осенью 1936 года заведующей школы была В. П. Жуковская. В 1938 году в здании графини Ю. Чапской была основана семилетняя школа, директором которой был С. П. Жуковский.
В июне 1941 года соседняя железнодорожная станция Помыслище подверглась немецкой авиабомбардировке. Некоторые жители Щомыслицы погибли спасаясь в сточных трубах под железной дорогой. В парке похоронено более сотни красноармейцев, которые вели оборонительные бои на подходах к Минску. В годы войны в деревне действовала подпольная группа Гвоздева. На фронте погибло как минимум 4 жителя деревни. 21 июля 1944 года немецкая бомба попала в грузовик, который в районе Щомыслицы перевозил советских бойцов. В результате прямого попадания погиб десяток военнослужащих, в т. ч. старший сержант 15-й бригады химзащиты М. И. Керуников и лейтенант 80-го батальона химзащиты П. Л. Воробьев, в честь которых названы две значимые улицы поселения. Третья названа в память довоенного учителя Щомыслицкой школы С. П. Жуковского, погибшего в 1942 году. Обелиск на братской могиле советских воинов поставлен в 1975 году (Считается, что всего в парке захоронено 138 человек, в т. ч. воины 95-й стрелковой дивизии). На плите прописаны имена погибших в грузовике 21.07.1944. Со временем к списку присоединили имя местного жителя В. И. Костецкого (1872-1941), умершего в конце июня 1941 года и чье захоронение было на краю поселения (ныне частное владение по ул. Воробьева).
С 8 апреля 1957 года Щомыслица является центром Щомыслицкого сельсовета.
В 2008 году деревня Щомыслица преобразована в агрогородок.

## Население

### Численность
- 2009 год — 1 779 человек

### Динамика
- 1999 год — 1 569 человек (перепись населения)
- 2003 год — 1 655 человек, 571 двор[7]
- 2009 год — 1 779 человек (перепись населения)

## Транспорт
- Железнодорожная станция «Помыслище»
- Автобусная остановка «Щомыслица»

## Градостроительные планы
Планируется, что деревня и территория вокруг станет новым жилым микрорайоном Минска, к возведению которого должны были приступить в 2011 году. Район-новостройка будет рассчитан на 50 тыс. человек. В конце 2013 года планировалось ввести в эксплуатацию новую станцию Минского метрополитена — «Щомыслица», которая будет следовать за станцией «Малиновка». Кроме станции запланировано возведение депо метрополитена.
Также планировалось построить новый национальный футбольный стадион на 30 тысяч мест с возможностью его трансформации на 40 тысяч мест. Рядом со стадионом предполагалось построить Национальный выставочный центр. После внесения изменений в генплан Минска в 2015 году проект был отменён.

## Культура
- Дом культуры

## Достопримечательность
- Ботанический памятник природы республиканского значения «Дубрава»

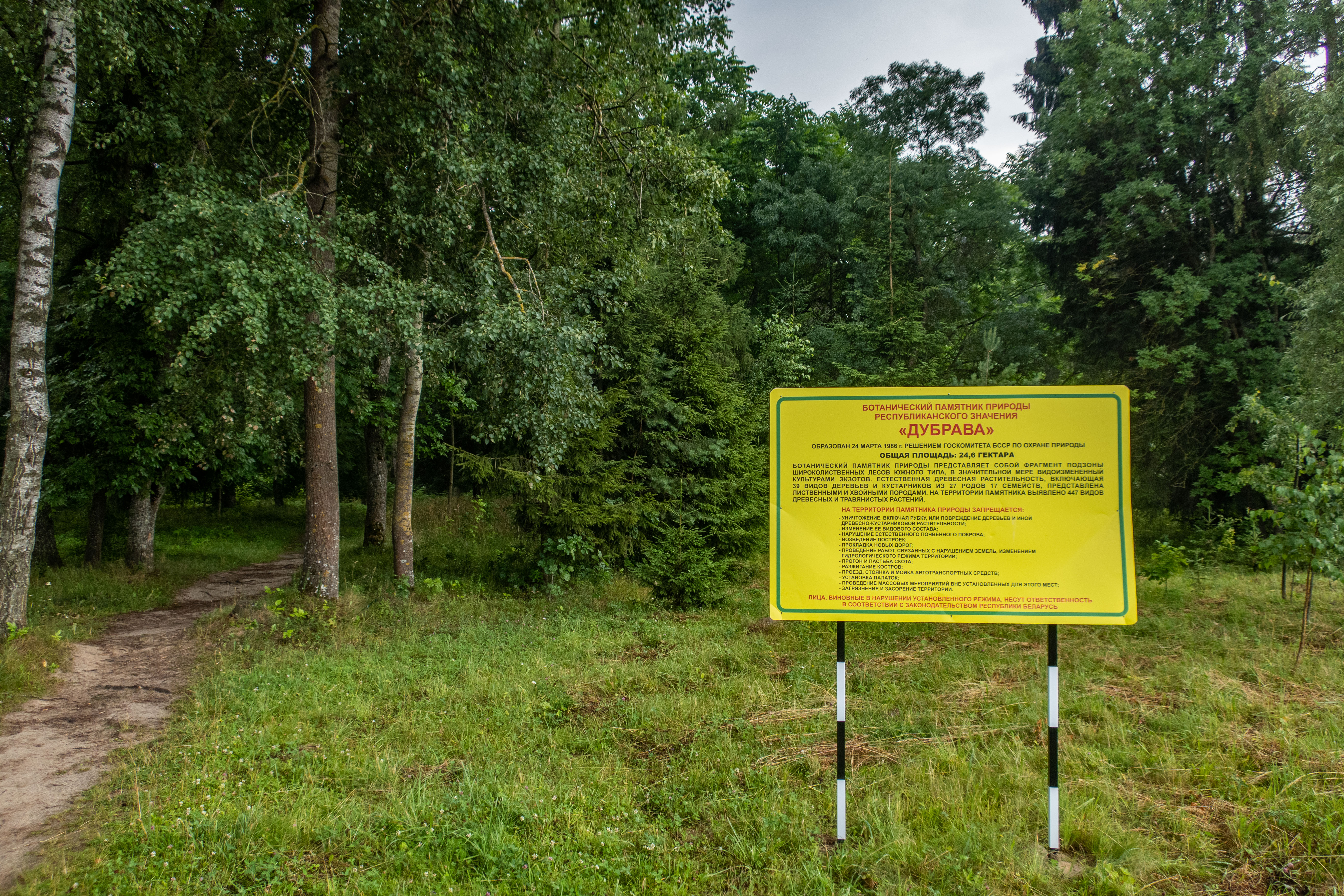
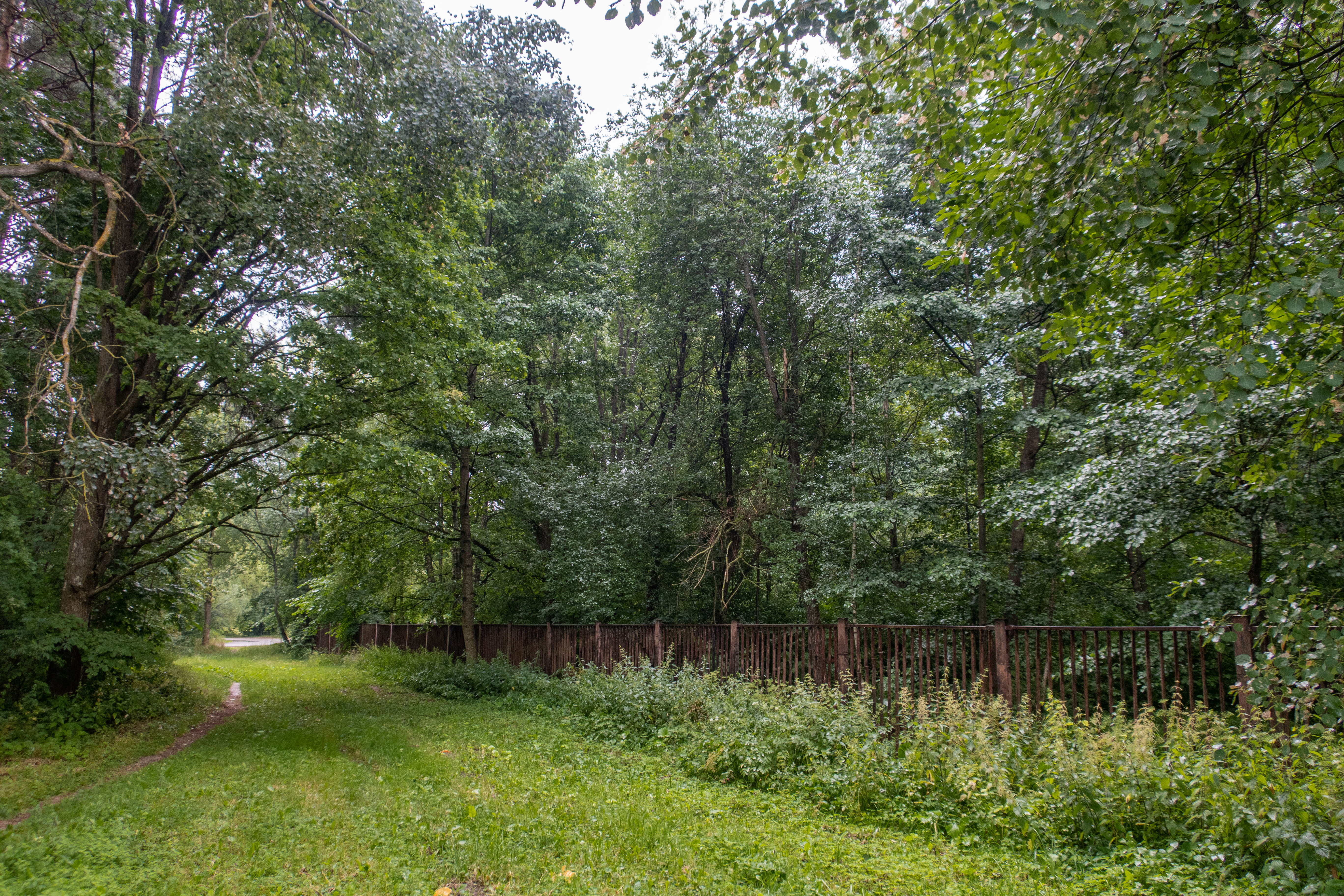
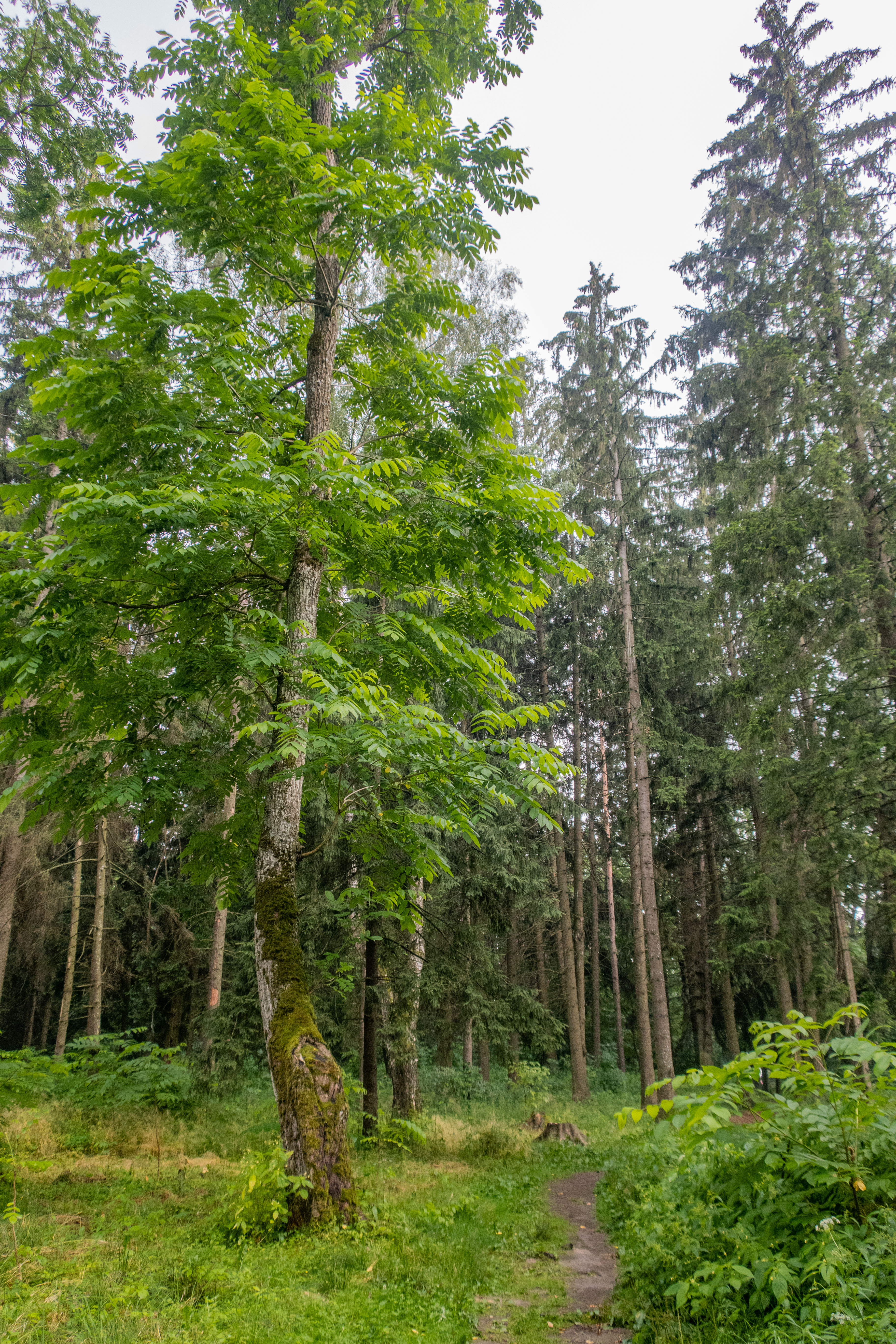
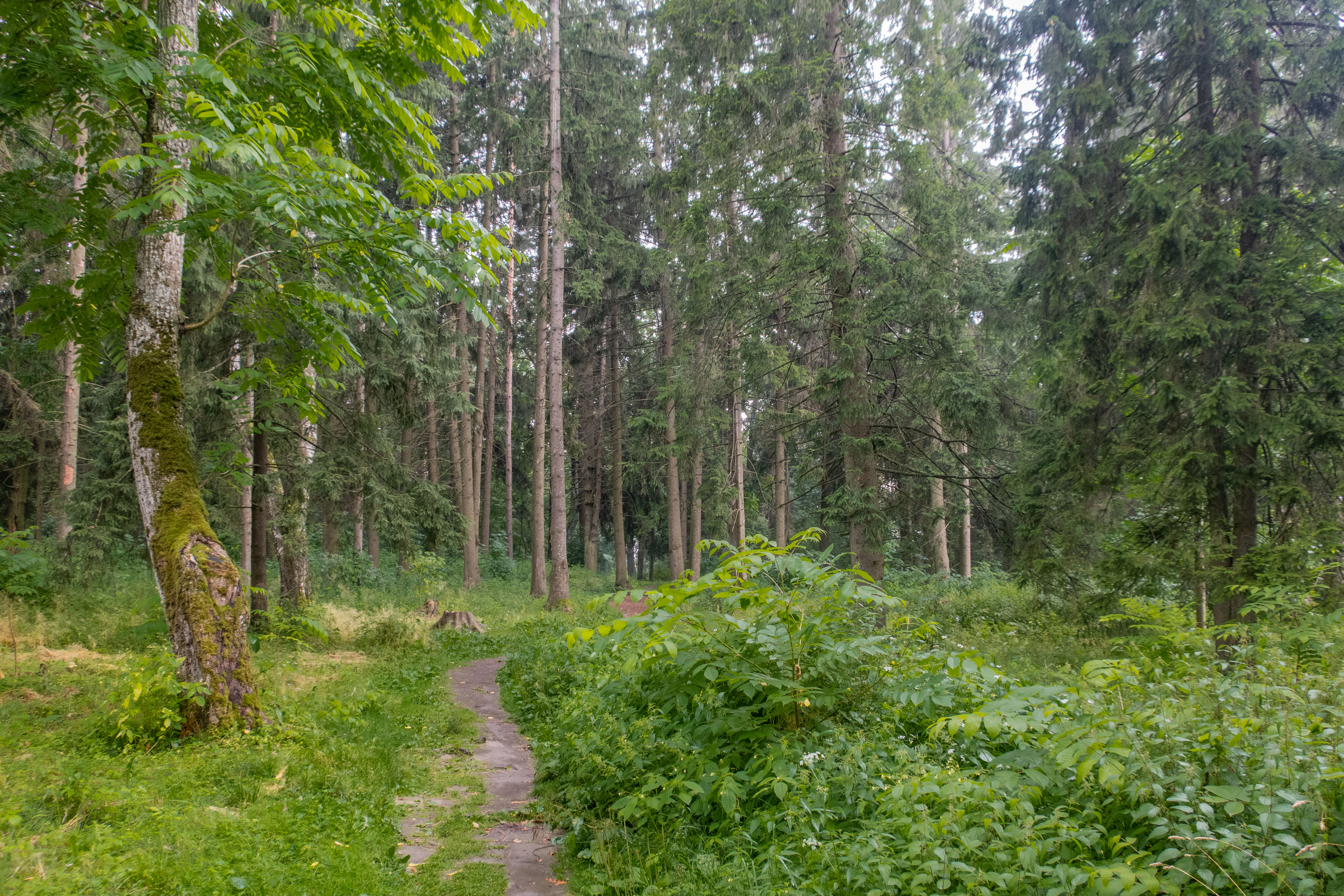
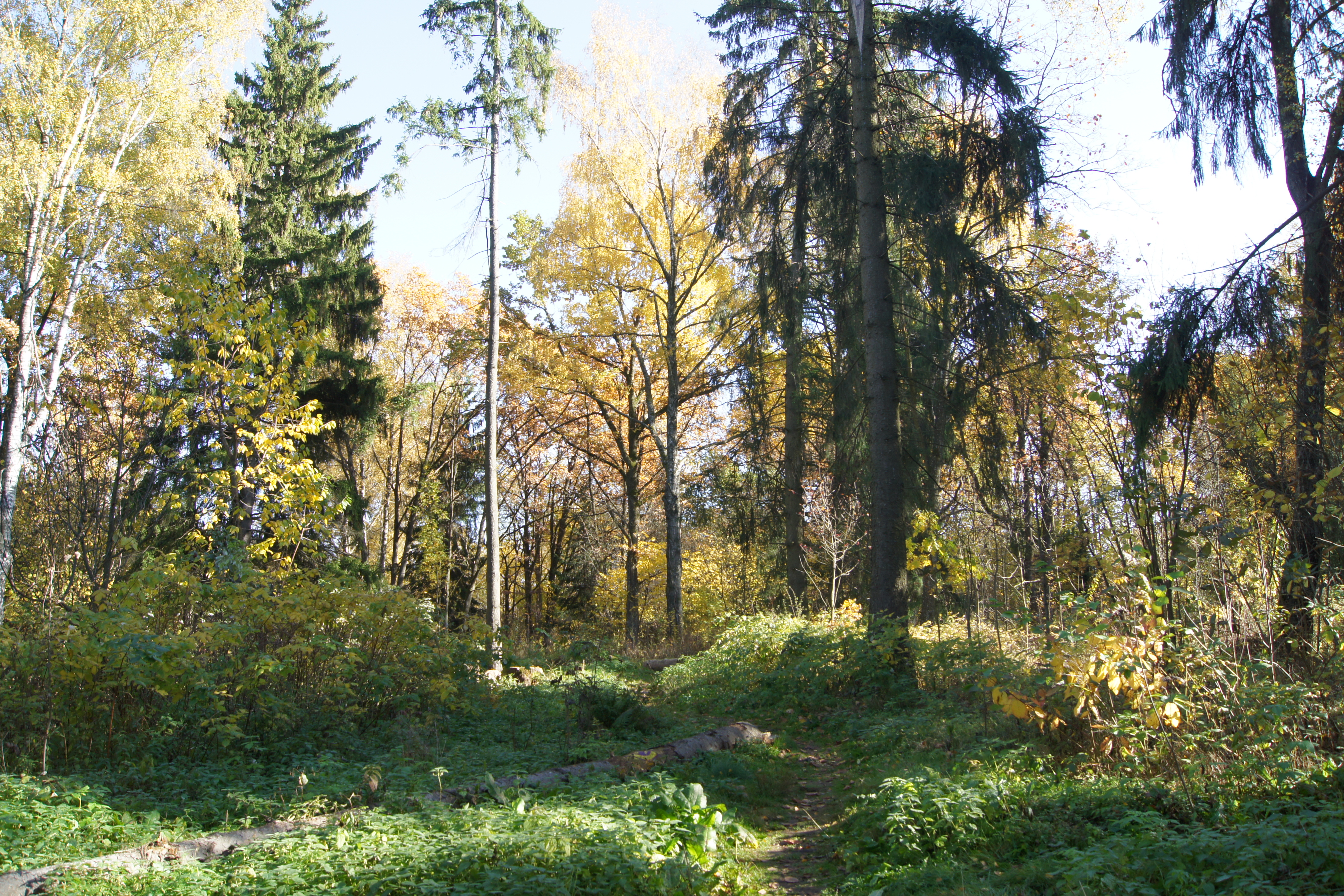
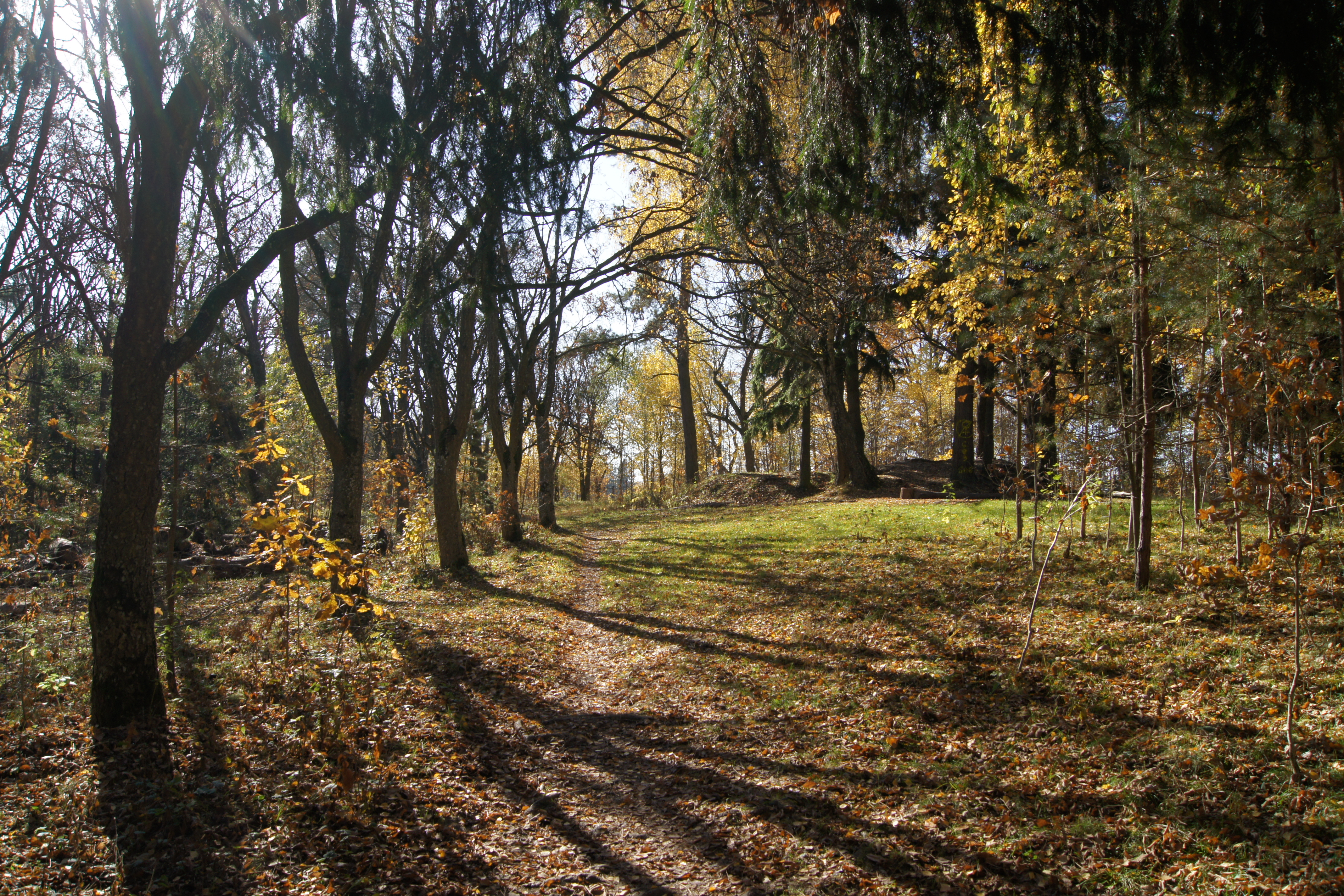